# Maximator

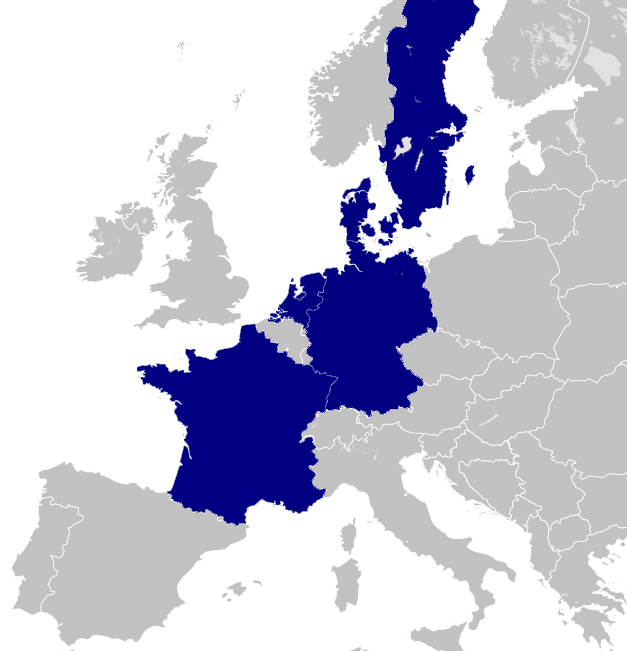
Pays membres de l'alliance.

Maximator est le nom de code (inspiré de celui d'une bière de la brasserie Augustiner Bräu) d'une alliance des services de renseignement d'origine électromagnétique du Danemark, de l'Allemagne, de la Suède, des Pays-Bas et de la France, comparable à celle des pays membres du traité UKUSA. Cette alliance a été créée en 1976 à l'initiative des services de renseignement danois, et a fonctionné sans être connue du public jusqu'en 2020.

## Histoire
Les motivations derrière la création de l'alliance étaient doubles : la coopération sur l'interception des satellites de communications, et la coopération sur des défis techniques d'interception et méthodes d'échanges.
L'alliance fut créée en 1976 par le service de renseignement danois, et ne comportait initialement que le Danemark, la Suède et l'Allemagne de l'Ouest. Les Pays-Bas furent invités à la joindre en 1977, ce qu'ils firent en 1978. Le nom Maximator fut choisi en 1979 d'après une bière brassée à Munich. La France demanda à rejoindre l'alliance en 1983 et devint membre en 1985, avec un fort appui de l'Allemagne de l'Ouest.
D'autres pays, la Norvège, l'Espagne et l'Italie, firent la même requête, mais ils ne furent pas acceptés.
Cette alliance avait pour but de répartir le travail d'interception des communications (principalement diplomatiques) entre ses membres, et de partager les informations sur les faiblesses des algorithmes de chiffrement utilisés par les pays ciblés – comment exploiter ces faiblesses était laissé aux pays membres, qui pouvaient aussi coopérer bilatéralement sur ce sujet. L'alliance a notamment profité, pour le travail de déchiffrement, du fait qu'ils savaient que certaines machines de chiffrement commercialisées par des compagnies de ses pays membres, avaient leur chiffrement affaibli à l'initiative des services de renseignements américains. C'était notamment le cas de machines de la marque Crypto AG (qui avait été secrètement racheté par le service fédéral de renseignement allemand (BND) et la Central Intelligence Agency (CIA) dans une opération conjointe), et de la version commerciale du dispositif Aroflex de la compagnie néerlandaise Philips. Celle-ci a aussi développé et produit une puce électronique spécialisée pour en casser le code rapidement, que la NSA et le ZfCh (service du chiffre allemand) achetèrent. 

## Activités
Pour l'instant, seules des activités de la branche des Pays-Bas (TIVC (nl)) sont connues. Une assistance fut fournie à sa demande au Government Communications Headquarters (GCHQ) britannique durant la guerre des Malouines : un spécialiste du TIVC fut dépêché au GCHQ pour y expliquer ce qu'il savait du fonctionnement des machines HC500 de Crypto AG, qui étaient utilisées par la marine et la diplomatie argentines.
La CIA dut abandonner l'idée de vendre des machines de Crypto AG à la Turquie en raison des réticences du BND. A la place, la CIA approcha la compagnie Philips via le service du chiffre néerlandais NBV pour que Philips vende à la Turquie une version spécialement affaiblie de son Aroflex, à l'insu du TIVC.
Le TIVC avait une station au sol dans les Caraïbes sur Curaçao pour intercepter le trafic radio de Cuba et du Venezuela.